# Вихес
Вихес (исп. Vijes) — город и муниципалитет на западе Колумбии, на территории департамента Валье-дель-Каука. Входит в состав Южного субрегиона.

## История
Поселение, из которого позднее вырос город, было основано 14 июля 1539 года. Муниципалитет Вихес был выделен в отдельную административную единицу в 1850 году.

## Географическое положение
Город расположен на юге центральной части департамента, в гористой местности Западной Кордильеры, к западу от реки Каука, на расстоянии приблизительно 22 километров к северо-северо-западу (NNW) от города Кали, административного центра департамента. Абсолютная высота — 973 метра над уровнем моря.
Муниципалитет Вихес граничит на северо-западе с территорией муниципалитета Рестрепо, на северо-востоке — с муниципалитетом Йотоко, на востоке — с муниципалитетом Эль-Серрито, на юго-востоке — с муниципалитетом Пальмира, на юге — с муниципалитетом Юмбо, на юго-западе — с муниципалитетом Ла-Кумбре. Площадь муниципалитета составляет 117 км².

## Население
По данным Национального административного департамента статистики Колумбии, совокупная численность населения города и муниципалитета в 2015 году составляла 11 010 человек.
Динамика численности населения муниципалитета по годам:
| 2005 | 2006 | 2007 | 2008   | 2009   | 2010   | 2011   | 2012   | 2013   | 2014   | 2015   |
| ---- | ---- | ---- | ------ | ------ | ------ | ------ | ------ | ------ | ------ | ------ |
| 9787 | 9872 | 9997 | 10 112 | 10 231 | 10 364 | 10 491 | 10 618 | 10 747 | 10 882 | 11 010 |

Согласно данным переписи 2005 года мужчины составляли 51,1 % от населения Вихеса, женщины — соответственно 48,9 %. В расовом отношении белые и метисы составляли 97,4 % от населения города; негры, мулаты и райсальцы — 1,3 %; индейцы — 1,3 %.
Уровень грамотности среди всего населения составлял 90 %.

## Экономика
Основу экономики Вихеса составляют сельское хозяйство и добыча полезных ископаемых.
59,9 % от общего числа городских и муниципальных предприятий составляют предприятия торговой сферы, 32,2 % — предприятия сферы обслуживания, 7,5 % — промышленные предприятия, 0,4 % — предприятия иных отраслей экономики.

## Транспорт
Через город проходит национальное шоссе № 23 (исп. Ruta Nacional 23).